# Rožni Vrh, Trebnje
Rožni Vrh este o localitate din comuna Trebnje, Slovenia, cu o populație de 77 de locuitori.